# Harry Blanchard
Harry Blanchard (Burlington, Vermont, 13 juni 1929 – Buenos Aires, 31 januari 1960) was een Amerikaans Formule 1-coureur. Hij reed 1 race; de Grand Prix van de Verenigde Staten van 1959 voor het team Porsche.